# Potivá horečka
Potivá horečka nebo Potivá nemoc (anglicky Sweating sickness, latinsky sudor anglicus) je jedna z lékařských záhad z 15. a 16. století, kdy tato nemoc zasáhla určité části Evropy, když se zhruba kolem roku 1485 rozšířila z Anglie, podle níž byla také pojmenována. Poslední známá zpráva o této dosud neprozkoumané nemoci pochází z doby kolem roku 1551. Byla to poměrně závažná nemoc, která se projevovala náhlými a rychlými projevy, které nezřídka vedly ke smrti. Mezi původci této nemoci jsou nejčastěji zmiňovány různé formy hantavirů. Nebo také anthrax. Přesto však není seriózní výzkum této nemoci možný díky její neexistenci v současnosti.